# Моленная 1-й Даугавпилсской старообрядческой общины
Моленная 1-й Даугавпилсской старообрядческой общины Рождества Пресвятой Богородицы и Святителя Николы — главный старообрядческий храм города Даугавпилса (Латвия), расположенный в районе Новое Строение на Церковной горке, на улице А. Пушкина, 16а. Храм строился в 1908—1928 годах. Высота храма составляет 22 метра.
Наставником храма с 1 января 1989 года является отец Алексий Жилко 1945 года рождения. Он же с 27 января 1991 года председатель общины.

## История
Фундамент храма заложен в 1908 году. Строительство шло медленно, а после начала Первой мировой войны вообще остановлено. По причине материальных трудностей общины строительные работы были возобновлены только в 1926 году. Инженером и руководителем строительства стал Ж. Комисар. Храм освящён 22 сентября 1928 года в честь Рождества Пресвятой Богородицы и Святого Николы Чудотворца.
Во время Второй мировой войны из-за обстрела немецких войск храм сгорел, остались только кирпичные стены. После войны моленная была восстановлена. Моленной было пожертвовано множество икон. Большинство жертвователей — Московские старообрядцы. Особо значительны работы Вильнюсского иконописца Ивана Михайлова. Он написал иконы деисусного и праздничного ряда иконостаса «Рождество Пресвятыя Богородицы» и «Святитель Никола в житии».
В 1983 году в честь 75-летия храма был проведён его ремонт. В 1988 году, к празднику 1000-летия крещения Руси было завершено устройство шестиярусного иконостаса. В 1993 году около храма на пожертвования прихожан была построена часовня, использующаяся в основном для совершения заупокойного чтения псалтыри по умершим. В 2002 году над входом установлена икона святителя Николы Чудотворца, канонически точно выполненная Николаем Портновым. В 2007—2008 годах был проведён ремонт и золочение куполов. 19 декабря 2007 года прошло торжественное открытие первого золотого купола на колокольне храма.

## Архитектура
Храм является прямоугольным в плане зданием с колокольней, увенчан двумя главами (над входом и центральной частью здания). Храм построен в русском стиле с элементами стиля модерн. Интерьер храма украшает шестиярусный иконостас с иконами XVII—XX веков. Там находится одна из самых богатых коллекций икон в Латвии.

## Галерея

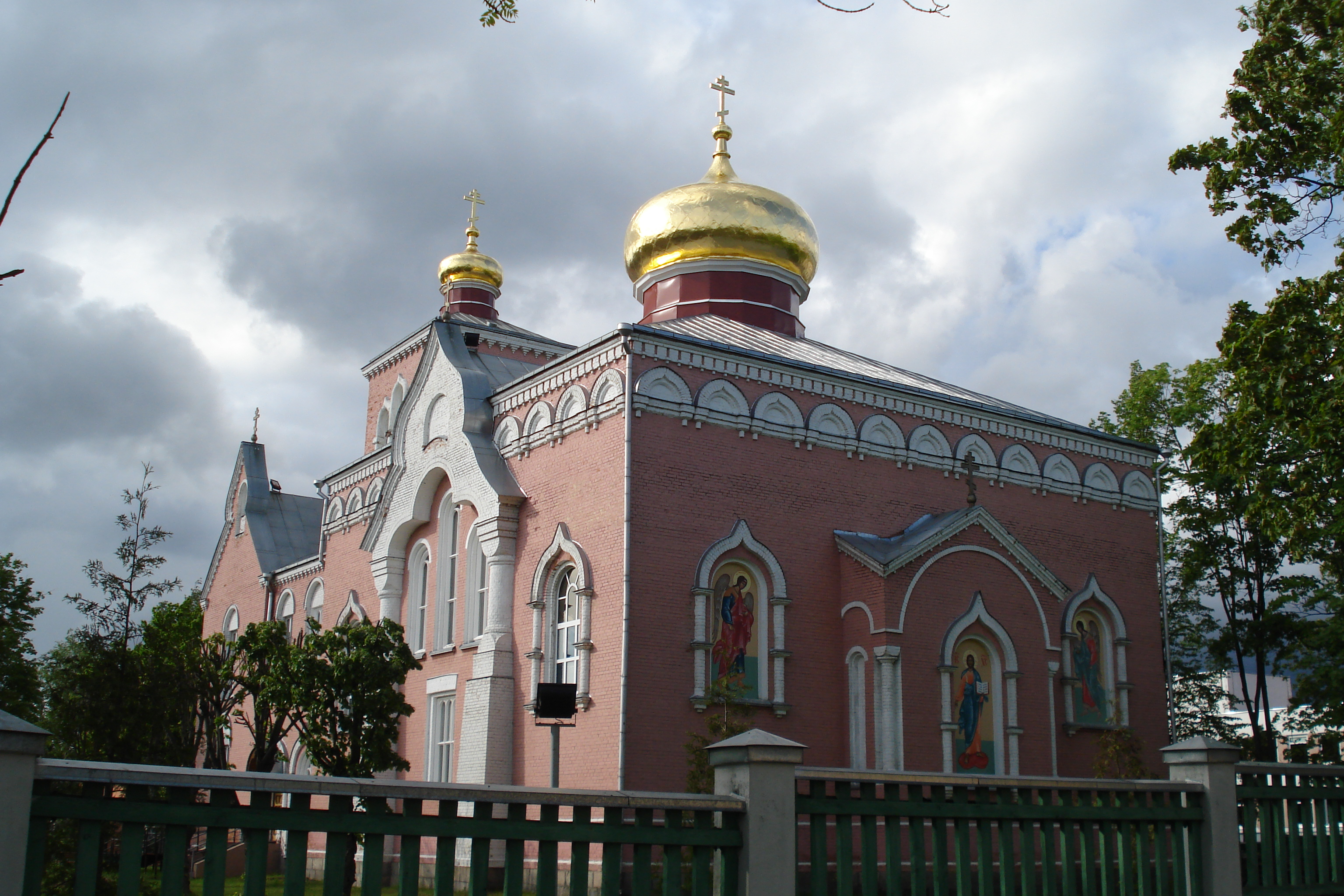
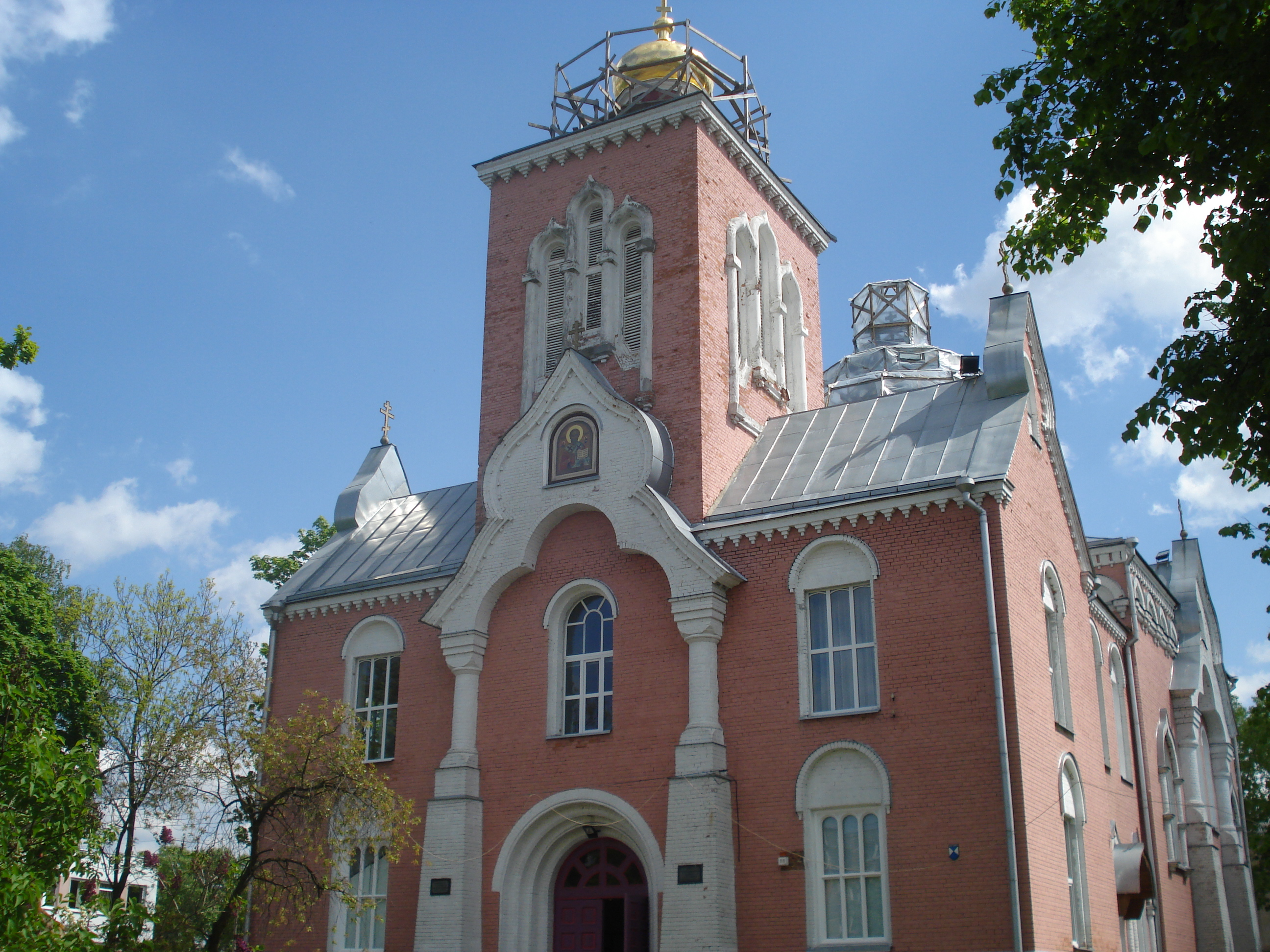
Реставрация куполов
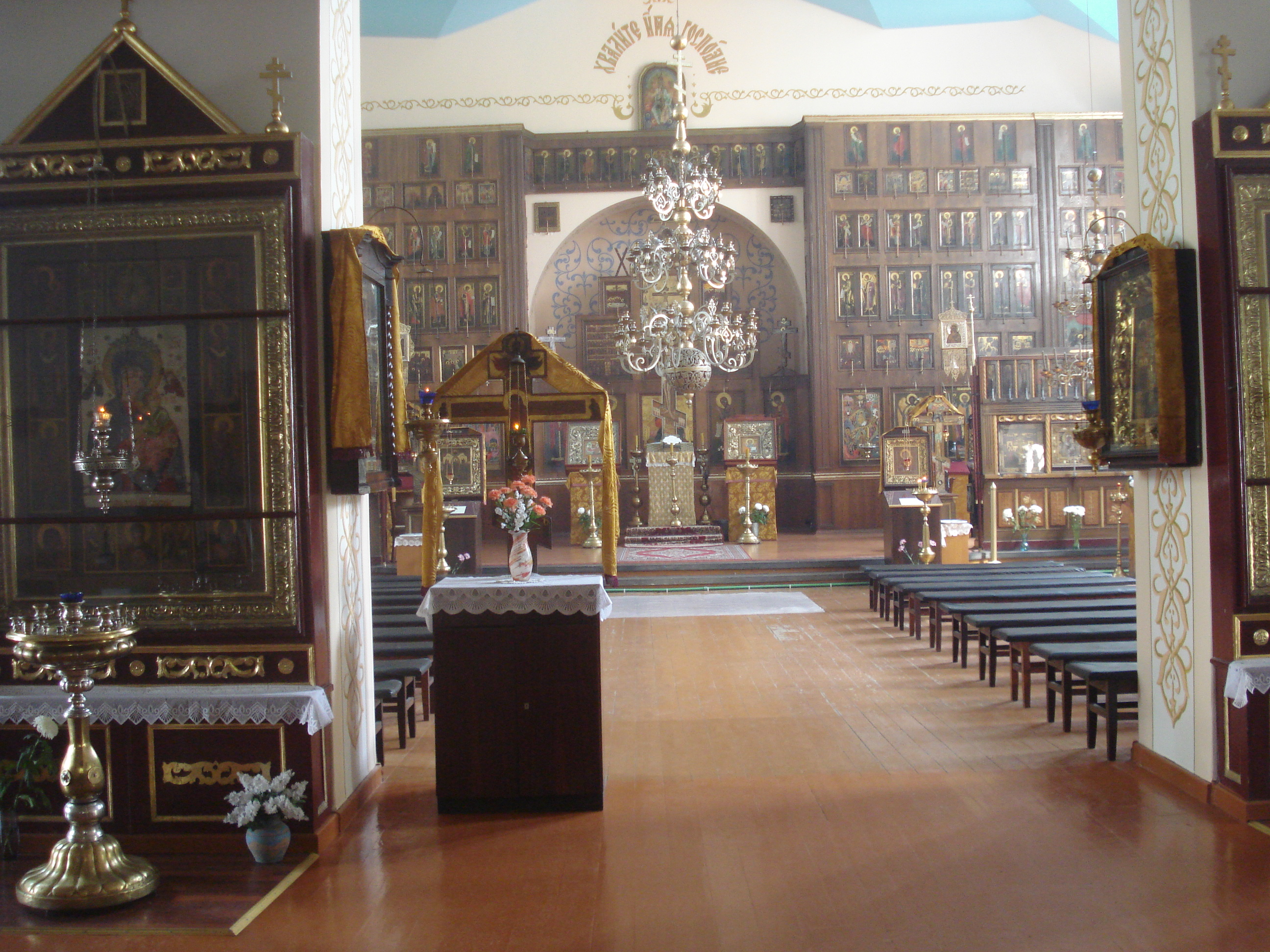
Интерьер
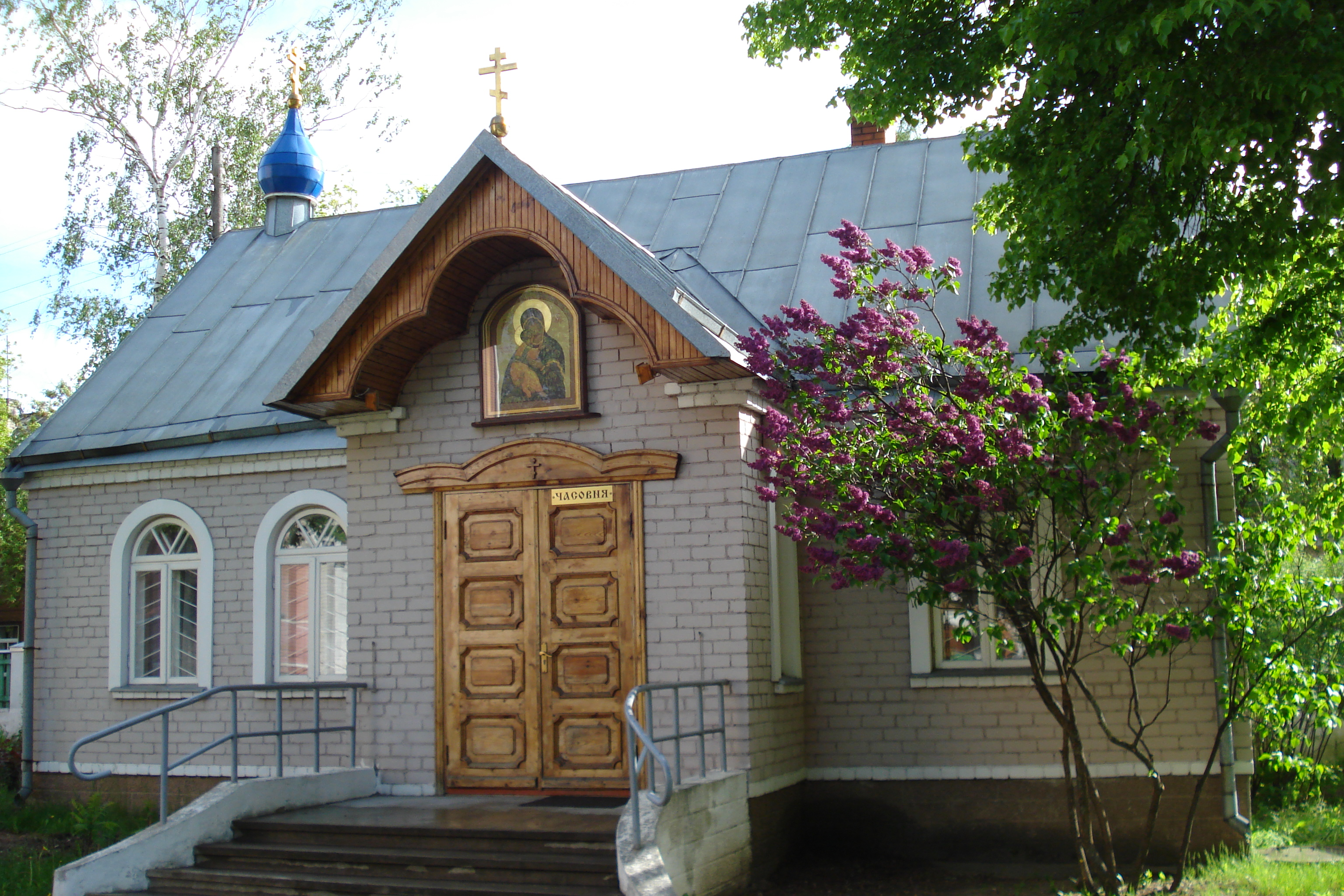
Часовня около моленной
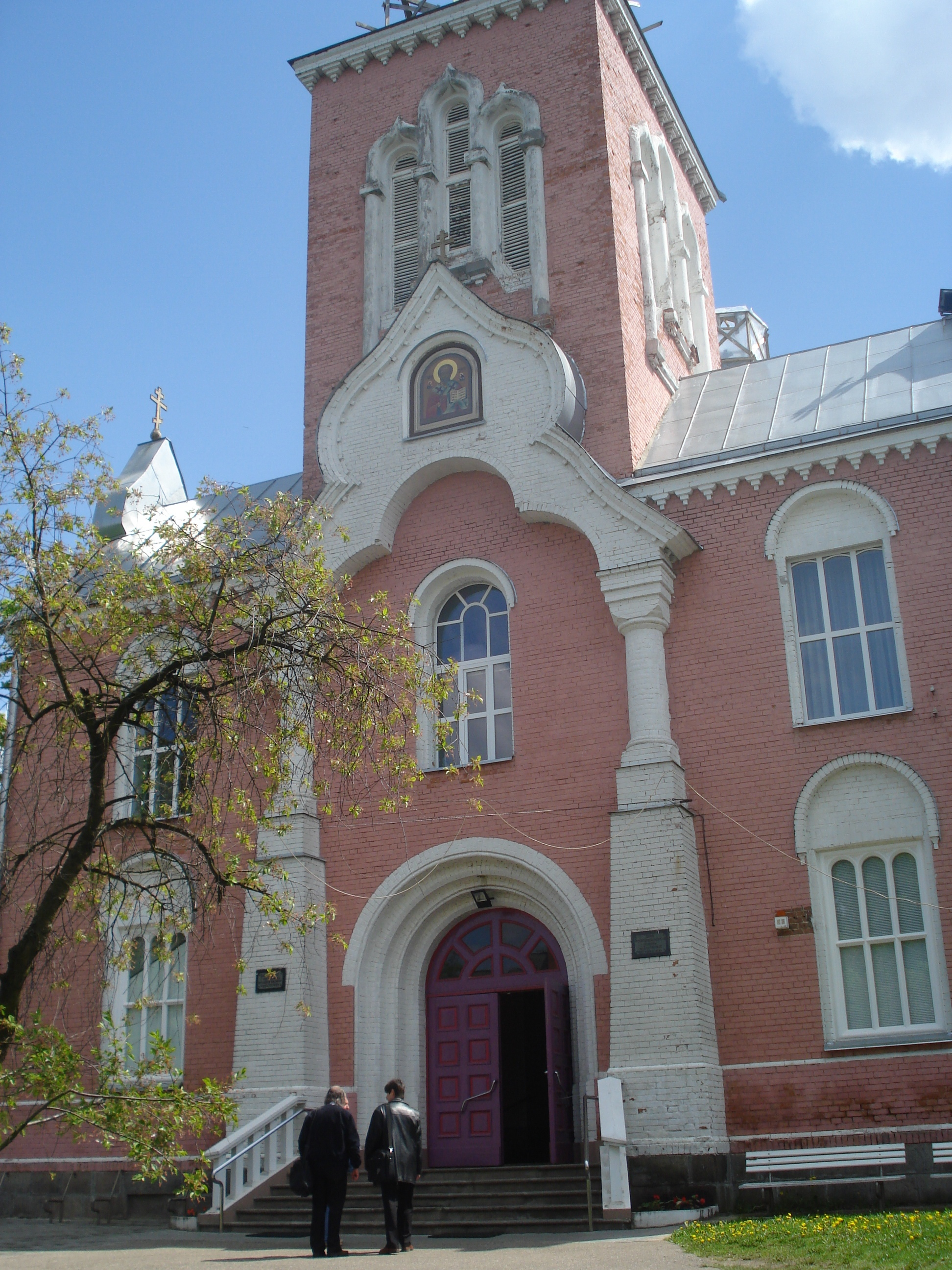
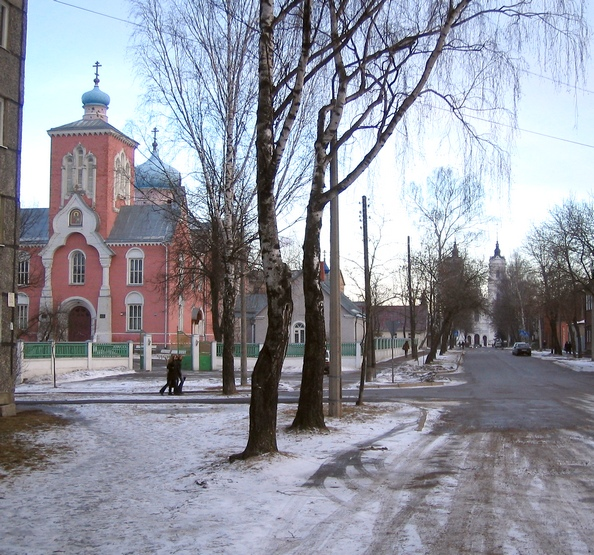